# Pot Black 1979
Der Pot Black 1979 war ein Snooker-Einladungsturnier im Rahmen der Saison 1978/79. Das Turnier wurde am 27. und 28. Dezember 1978 in den Pebble Mill Studios im englischen Birmingham ausgetragen und in der ersten Jahreshälfte 1979 im Fernsehen gezeigt. Titelverteidiger Doug Mountjoy musste sich im Endspiel seinem walisischen Landsmann Ray Reardon geschlagen geben. Angaben über das Preisgeld und das höchste Break sind unbekannt.

## Turnierverlauf
Erneut wurden acht Spieler zum Turnier eingeladen. Wieder spielte man in zwei Vierer-Gruppen ein Rundenturnier aus, nach dem die beiden Gruppenbesten ins Halbfinale vorrückten. Ab diesem wurde dann der Sieger des Turnieres im K.-o.-System ermittelt. Abgesehen vom Finale im Modus Best of 3 Frames ging jede Partie über genau einen Frame. Als Schiedsrichter fungierte bei jedem Spiel der Engländer Sydney Lee.

### Gruppenphase

#### Gruppe 1
| Pos. | Spieler        | Partien | S | N | Frames |
| ---- | -------------- | ------- | - | - | ------ |
| 1    | Graham Miles   | 3       | 2 | 1 | 2:1    |
| 1    | Ray Reardon    | 3       | 2 | 1 | 2:1    |
| 3    | John Spencer   | 3       | 1 | 2 | 1:2    |
| 3    | Eddie Charlton | 3       | 1 | 2 | 1:2    |

| Spiel | Spieler 1      | Ergebnis | Spieler 2      |
| ----- | -------------- | -------- | -------------- |
| 1     | Eddie Charlton | 01:01    | Ray Reardon    |
| 2     | Graham Miles   | 01:01    | Eddie Charlton |
| 3     | Graham Miles   | 01:01    | John Spencer   |
| 4     | Ray Reardon    | 01:01    | John Spencer   |
| 5     | Ray Reardon    | 01:01    | Graham Miles   |
| 6     | John Spencer   | 01:01    | Eddie Charlton |

#### Gruppe 2
| Pos. | Spieler       | Partien | S | N | Frames |
| ---- | ------------- | ------- | - | - | ------ |
| 1    | Perrie Mans   | 3       | 3 | 0 | 3:0    |
| 2    | Doug Mountjoy | 3       | 1 | 2 | 1:2    |
| 2    | Fred Davis    | 3       | 1 | 2 | 1:2    |
| 2    | Steve Davis   | 3       | 1 | 2 | 1:2    |

| Spiel | Spieler 1     | Ergebnis | Spieler 2     |
| ----- | ------------- | -------- | ------------- |
| 1     | Fred Davis    | 01:01    | Doug Mountjoy |
| 2     | Steve Davis   | 01:01    | Fred Davis    |
| 3     | Perrie Mans   | 01:01    | Doug Mountjoy |
| 4     | Perrie Mans   | 01:01    | Fred Davis    |
| 5     | Perrie Mans   | 01:01    | Steve Davis   |
| 6     | Doug Mountjoy | 01:01    | Steve Davis   |

### Finalrunde
|  | Halbfinale 1 Frame | Halbfinale 1 Frame |               |             | Finale Best of 3 Frames | Finale Best of 3 Frames |
|  |                    |                    |               |             |                         |                         |
|  |                    |                    |               |             |                         |                         |
|  | Graham Miles       | 0                  |               |             |                         |                         |
|  | Doug Mountjoy      | 1                  |               |             |                         |                         |
|  |                    |                    | Doug Mountjoy | 1           |                         |                         |
|  |                    |                    |               | Ray Reardon | 2                       |                         |
|  | Perrie Mans        | 0                  |               |             |                         |                         |
|  | Ray Reardon        | 1                  |               |             |                         |                         |
|  |                    |                    |               |             |                         |                         |

#### Finale
Mit der Finalpartie Doug Mountjoy gegen Ray Reardon gab es erstmals ein rein walisisches Endspiel. Beide Spieler hatten bereits einmal den Pot Black gewannen, Mountjoy ein Jahr zuvor, Reardon zehn Jahre zuvor bei der Erstausgabe. Zum zehnjährigen Jubiläum dieses Sieges konnte sich Reardon mit einem 2:1-Sieg seinen zweiten Titel sichern.
| Finale: Best of 3 Frames Schiedsrichter/in: Sydney Lee Pebble Mill Studios, Birmingham, England, 28. Dezember 1978 |                |             |
| Doug Mountjoy | 1:2            | Ray Reardon |
| 51:79, 82:25, 41:84                                                                                                |                |             |
| – | Höchstes Break | –           |
| – | Century-Breaks | –           |
| – | 50+-Breaks     | –           |